# Jakob Ebert

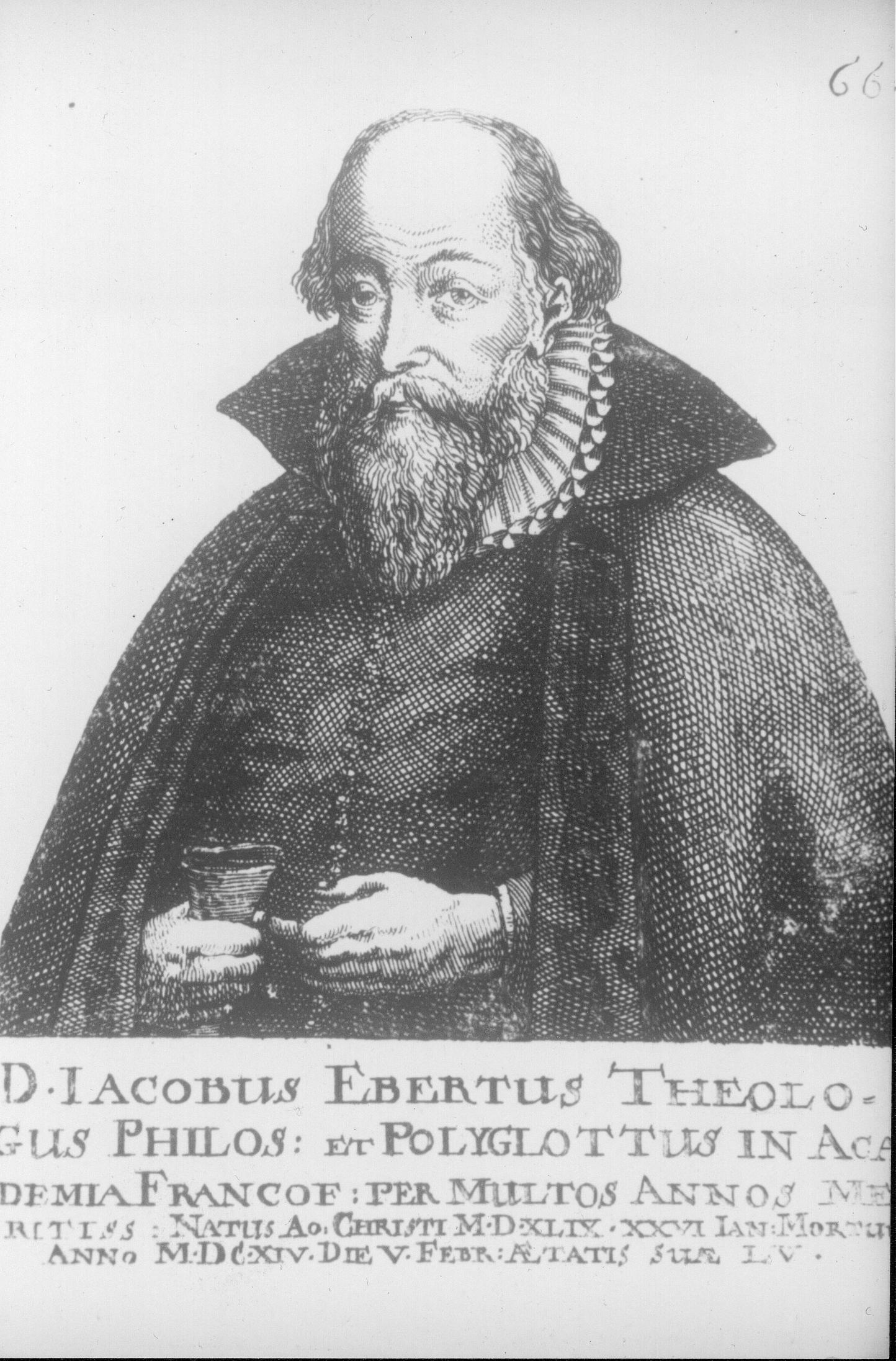
Jakob Ebert

Jakob Ebert (lat. Jacobus Ebertus; ur. 26 stycznia 1549 w Szprotawie, zm. 5 lutego 1614 we Frankfurcie nad Odrą) – niemiecki teolog, pisarz, uczony, profesor Uniwersytetu Viadrina we Frankfurcie nad Odrą.
Rektor w Myśliborzu (Soldin), Świebodzinie (Schwiebus) i Zielonej Górze (Grünberg). Od 1594 profesor teologii we Frankfurcie nad Odrą.
Jakob Ebert jest autorem pieśni kościelnej "Du Friedefürst, Herr Jesu Christ".